# Golfe (division sénatoriale canadienne)
Ne doit pas être confondu avec Golfe (conseil législatif).
Division du Sénat du Canada
Golfe est une division sénatoriale du Canada.

## Description
Son territoire correspond approximativement à la région de la Gaspésie–Îles-de-la-Madeleine.

## Liste des sénateurs
| Mandat | Mandat                                                         | Sénateur                    | Parti                     | Nommé par           |
| ------ | -------------------------------------------------------------- | --------------------------- | ------------------------- | ------------------- |
|        | 23 octobre 1867 - 11 février 1873                              | Ulric-Joseph Tessier        | Libéral                   | Proclamation royale |
|        | 10 avril 1873 - 3 novembre 1882                                | Eugène Chinic               | Conservateur              | Macdonald           |
|        | 8 février 1883 - 28 décembre 1884                              | Louis Robitaille            | Conservateur              | Macdonald           |
|        | 29 janvier 1885 - 17 août 1897                                 | Théodore Robitaille         | Conservateur              | Macdonald           |
|        | 20 octobre 1897 - 5 janvier 1917                               | Jean-Baptiste Romuald Fiset | Libéral                   | Laurier             |
|        | 26 juillet 1917 - 31 août 1941                                 | David Ovide L'Espérance     | Conservateur              | Borden              |
|        | 3 mars 1944 - 9 mars 1950                                      | Joseph Arthur Lesage        | Libéral                   | King                |
|        | 28 juillet 1955 - 30 mai 1968                                  | Charles Gavan Power         | Libéral                   | St-Laurent          |
|        | 7 octobre 1970 - 27 mai 1988                                   | Paul C. Lafond              | Libéral                   | P. E. Trudeau       |
|        | 26 septembre 1988 - 10 septembre 2003                          | Roch Bolduc                 | Progressiste-conservateur | Mulroney            |
|        | 24 mars 2005 - 17 juin 2014                                    | Roméo Dallaire              | Libéral                   | Martin              |
|        | 21 novembre 2016 - 6 avril 2027 (date de retraite obligatoire) | Éric Forest                 | GSI                       | J. Trudeau          |